# Кирхберг-ам-Ваграм
Кирхберг-ам-Ваграм (нем. Kirchberg am Wagram) — торговая община в Австрии, в федеральной земле Нижняя Австрия. Входит в состав округа Тульн. Население составляет 3670 человек (на 1 января 2018 года). Занимает площадь 60,32 км². Официальный код — 32114.

## География
Территория коммуны находится примерно посередине между городами Кремс и Штоккерау, к северу от Дуная. Южная часть находится в Тульнском бассейне, северная — на Ваграме. Самый юг коммуны, кадастровая община Альтенвёрт, лежит на Дунае и включает небольшую территорию к югу от него. Здесь построена ГЭС Альтенвёрт, являющаяся самой мощной в Австрии.

## Политическое деление
В коммуну входят 13 поселков, составляющие 12 кадастровых общин. Численность населения в скобках приведена по состоянию на 1 января 2020:
- Альтенвёрт (280)
- Дёрфль (223)
- Энгельманнсбрун (285)
- Гиггинг (108)
- Кирхберг-ам-Ваграм (1349, политический центр общины)
- Коллерсдорф (174)
  - Заксендорф (131; относится к кадастровой общине Коллерсдорф)
- Маллон (102)
- Миттерштокшталь (173)
- Нойштифт-им-Фельде (236)
- Оберштокшталь (210)
- Унтерштокшталь (261)
- Винкль (178)